# Pataki János (ügyvéd)
Pataki János (Királyhelmec, 1809. – Szőlősvégardó, 1870. augusztus 2.) ügyvéd.

## Élete
Pataki Mihály és Putnoki Lidia fia. A sárospataki főiskolában tanult, 1826-ban a retorikai osztályt járta, bölcseletet és teológiát végzett; azután nevelője volt Kazinczy Ferenc fiának, Emilnek. 1833-ban Késmárkra ment jogot tanulni, ahol már 1834-ben az egyik tanárt félévig helyettesítette. 1835-ben Kassán joggyakornok volt, 1836-37-ben Pesten mint királyi táblai jurátus társait magánóráiban az ügyvédi vizsgára előkészítette. 1837. július 1-jén a máramarosi református líceumban az újonnan alapított jogi tanszéket foglalta el. 1838 márciusában Ugocsa megyei tanácsbíró lett. 1849-ben királyi táblai bíróvá neveztetett ki, azonban hivatalát el nem foglalhatta. Ismét visszatért jogi tanszékére és azt 1859-ig töltötte be; azután a gróf Teleki család jószágigazgatója, 1858-tól a máramarosszigeti református egyház főgondnoka volt.
Költeményei vannak a Felsőmagyarországi Minervában (1832), a Parthenonban (1834), a Jáczint c. zsebkönyvben (1836) és az Aglajában (1838.).

## Munkái
- Sirhalmi ének mélt. cs. kir. kis-dobronyi Isaak Sámuel ur egyetlenegy kedves fiának Ferdinandnak Debreczenben 1831. jan. 12. történt halálára készített. Hely n.
- Emlékbeszéd, melyet néhai b. e. mélt. Bardányi gróf Buttler János... hamvai felett a nevezett intézetben 1845. júl. 26. tartott. Debreczen, 1845.